# Vlastimil Letošník
Vlastimil Letošník (15. července 1922 Praha – 24. října 2010 Praha) byl český hydrolog, hydrogeolog a speleolog.
Byl synem Václava Letošníka, archiváře Ministerstva vnitra, stavitele Letošníkovy vily na Babě.
Působil na Geologicko-geografické, později Přírodovědecké fakultě Univerzity Karlovy, kde přednášel geografickou hydrologii, meteorologii a klimatologii, a to jako odborný asistent; dosažení dalších vědeckých a pedagogických hodností mu z politických důvodů nebylo umožněno.
Vlastimil Letošník byl jedním z prvních průzkumníků v Koněpruských jeskyních; zde je po něm pojmenována Letošníkova propast, do které se zřítil při průzkumu v r. 1950.